# Hiligodu
Hiligodu is een bestuurslaag in het regentschap Nias Utara van de provincie Noord-Sumatra, Indonesië. Hiligodu telt 569 inwoners (volkstelling 2010).